# Föderiertes Informationssystem
Ein föderiertes Informationssystem (oft auch föderiertes Datenbanksystem) ist ein Informationssystem, das einen Zugriff auf mehrere autonome Informationsquellen bietet, ohne dass deren Daten kopiert werden, wie es beispielsweise in einem Data-Warehouse der Fall ist. Diese Form der Integration mehrerer Datenquellen, bei der diese selbst unverändert bleiben, wird auch als virtuelle Informationsintegration oder Datenföderierung bezeichnet. „Föderiert“ heißt dieses System, weil es ein Zusammenschluss von einzelnen Systemen ist, die ihre jeweilige Selbstständigkeit bewahren.

## Definition
Eine kurze und genaue Definition für föderiertes Datenbanksystem lautet nach Bauer und Günzel (angelehnt an Conrad) wie folgt:

„Ein föderiertes Datenbanksystem ist ein Multidatenbanksystem mit einem alle Komponentensysteme umfassenden (globalen) konzeptionellen Schema. Alle Komponentensysteme müssen dabei ihre Autonomie und ihr lokales konzeptionelles Schema bewahren, d. h., sie bleiben im Hinblick auf Entwurf, Ausführung und Kommunikation selbstständig.“

## Konstruktion
Bei der Konstruktion eines föderierten Informationssystems müssen die verschiedenen Schemata der Quellen zu einem globalen Schema zusammengefasst werden (Schematransformation und -integration).
Local-as-View und Global-as-View sind zwei verschiedene Herangehensweisen beim Zusammenführen von Schemata. Der Anwender eines föderierten Informationssystems kann dann über das globale Schema auf die Daten so zugreifen, als habe er es mit einem einzigen Datenbanksystem zu tun. Die Anbindung von Datenquellen geschieht in der Regel über so genannte Wrapper und einen Mediator, weshalb die meisten föderierten Informationssysteme Mediator-basierte Informationssysteme darstellen.

## Grundlegende Eigenschaften
- Die Daten bleiben vor Ort bei den einzelnen Informationsquellen.
- Die Informationsquellen sind autonom und müssen für die Integration nicht angepasst werden.
- Anfragen werden deklarativ an ein globales Schema gestellt.
- Anfragen können auf verschiedene Informationsquellen verteilt werden (beispielsweise zum Lastenausgleich).